# Johannes Telleen
Johannes Telleen, född 3 augusti 1846 i Knäreds socken, död 26 november 1933 i Duluth, Minnesota, var en svenskamerikansk präst och tidningsgrundare.
Johannes Telleen var son till åbon Sven Andersson och Nilla Jeppsdotter. Med föräldrar och syskon kom han 1853 till USA, där familjen slog sig ned i Moline, Illinois. Efter 1864 påbörjade studier vid Augustana College och Seminarium prästvigdes han 1872, verkade i svensk-lutherska församlingarna i Des Moines och Denver 1872–1882, var svensk vicekonsul i Denver 1883 samt 1883–1890 pastor vid den av honom 1882 stiftade Ebenezerförsamlingen i San Francisco, den första bestående svensklutherska församlingen i Kalifornien. 1890–1892 ledde han insamlandet av penningmedel för Bethany College i Lindsborg, Kansas, var därpå under ett tiotal år reseombud för lutherska generalkonsiliets mission i Indien samt verkade från 1902 som pastor i Chicago, Minneapolis, Benton Harbor, Michigan med flera platser, tills han 1925 blev emeritus. Han blev 1901 teologie hedersdoktor vid Thiel College i Greenville, Pennsylvania. Telleen var en god talare och flitig skribent. Han var grundläggare av den i San Franciskco utgivna svenskamerikanska tidningen Vestkusten, vilken han hösten 1886 började utge som en liten kyrkotidning, kallad Ebenezer, vars namn dock snart ändrades till Vestkusten.